# Tadoule Lake (Ort)
Tadoule Lake (Chipewyan: ᕞᐡ ᗀᐅᐟᕄ ᕤᐧᐁ, T’es he úli túé) ist eine Indianersiedlung im zentralen Norden der kanadischen Provinz Manitoba. Im Jahr 2016 lag die Einwohnerzahl bei 324 (Churchill 1, Indian reserve [Census subdivision]). Die zugehörige Landfläche beträgt 2,09 km².

## Lage
Tadoule Lake befindet sich 250 km westlich der an der Hudson Bay gelegenen Kleinstadt Churchill. Der etwa 255 m hoch gelegene Ort liegt am Nordwestufer des namengebenden Sees Tadoule Lake. Das Gebiet ist von der Tundralandschaft des Kanadischen Schilds geprägt. 

## Infrastruktur
Der Flugplatz Tadoule Lake (IATA: XTL, ICAO: CYBQ) mit einer 976 m langen Schotterpiste liegt am südwestlichen Rand der Ortschaft. Der abgelegene Ort kann im Winter über eine „Winterstraße“ erreicht werden.

## Geschichte
Der Ort Tadoule Lake wurde 1973 von der Sayisi Dene First Nation gegründet. Deren Angehörige lebten ursprünglich 90 km nordnordöstlich am Little Duck Lake und waren als Jäger von Karibus überwiegend nicht sesshaft. Am 17. August 1956 wurde der Indianerstamm an den Ortsrand der Kleinstadt Churchill zwangsumgesiedelt. Ab 1967 wurde wenige Kilometer südlich von Churchill das aus festen Behausungen bestehende so genannte „Dene Village“ errichtet. Aufgrund von Alkoholismus, fehlenden Stammesriten und fehlender Perspektive sowie anderer sozialer Probleme entschieden sich die Indianer 1973, sich am Tadoule Lake niederzulassen und dort ihre ursprüngliche Lebensweise wieder aufleben zu lassen.